# Nunzio Galizia
Pour les articles homonymes, voir Galizia.
Nunzio Galizia (Trente, vers 1540 - Milan, après 1610) est un peintre miniaturiste de l'école lombarde documenté de 1573 à 1610.

## Biographie
Nunzio Galizia né à Trente était un peintre de miniatures, le père et le maître de Fede Galizia.
Il déménagea à Milan dans les années 1570. 

## Sources
- x